# Myron Lewis
Myron Lewis (Orlando, 24 novembre 1987) è un ex giocatore di football americano statunitense che gioca nel ruolo di cornerback nella National Football League (NFL) e attualmente è free agent. Fu scelto nel corso del terzo giro (67º assoluto) del Draft NFL 2010 dai Tampa Bay Buccaneers. Al college ha giocato a football alla Vanderbilt University.

## Carriera professionistica

### Tampa Bay Buccaneers
Lewis fu scelto nel corso del terzo giro del Draft NFL 2010 dai Tampa Bay Buccaneers. La prima gara come titolare la disputò nella settimana 15 contro i Detroit Lions in cui mise a segno un tackle e un passaggio deviato. La sua stagione da rookie si concluse con 10 presenze, 9 tackle e 3 passaggi deviati. Nelle due stagioni successive, Lewis disputò un totale di 18 gare, senza mai essere schierato come titolare, facendo registrare 10 tackle. L'8 agosto 2012 fu svincolato.

### Detroit Lions
L'11 agosto 2013, Lewis firmò con i Detroit Lions. Il 26 agosto 2013 fu svincolato.

## Statistiche
| Partite totali      | 28  |
| Partite da titolare | 1   |
| Tackle              | 19  |
| Sack                | 0,0 |
| Intercetti          | 0   |

Statistiche aggiornate alla stagione 2012